# Giampaolo Cadalanu
Giampaolo Cadalanu (Nuoro, 13 febbraio 1958) è un giornalista e scrittore italiano.

## Biografia
Dopo il liceo classico, ha studiato Giurisprudenza per poi frequentare la scuola di giornalismo della Libera università internazionale degli studi sociali Guido Carli (Luiss) di Roma. A 30 anni si è trasferito in Germania, dove ha lavorato free-lance prima a Bonn poi a Berlino. Ha dato inizio alla sua carriera professionale scrivendo per il Corriere Della Sera da Bonn, per poi spostarsi alla redazione Esteri, nella quale è rimasto un anno. Nel 1994 ha scritto il libro "Skinheads", un saggio sul neonazismo in Italia e in Europa. Ora vive a Roma ed è inviato per La Repubblica. Si occupa di politica estera, in particolare di paesi asiatici e africani. Fra gli altri giornali, ha collaborato con Limes, L'Espresso, Panorama, L'Europeo, Italia Oggi, L'Indipendente.

## Riconoscimenti
- FAO A.H. Boerma Award, 2004-2005
- Premio Giornalistico Archivio Disarmo - Colombe d'oro per la Pace, 2015, XXXI edizione

## Pubblicazioni
- Giampaolo Cadalanu, Skinheads: dalla musica giamaicana al saluto romano, Lecce, Argo, 1994, ISBN 88-86211-24-4.